# Agence de presse Basilica
Pour les articles homonymes, voir Basilica.
L’agence de presse Basilica est l’institution média officielle de l'Église orthodoxe roumaine. Créée en 2007, elle fait partie intégrante du centre de presse Basilica, le département de communication et de relations publiques de l’administration patriarcale.

## Histoire
L’agence Basilica a été établie en tant que département le 27 octobre 2007[réf. souhaitée]. Le lancement officiel du site internet a eu lieu le 16 juin 2008 à la salle Europa Christiana du palais du Patriarcat de Bucarest. La cérémonie a été ouverte par un office de Te Deum en présence du patriarche Daniel de Roumanie.
Le site actuel fonctionne sur une plateforme WordPress ; il a été lancé le 26 mars 2016.
Depuis ses débuts, basilica.ro disposait d’une interface en anglais. Les événements principaux de l'Église orthodoxe roumaine sont disponibles au public international par la platforme en anglais.[réf. nécessaire]
Le rôle de l’agence de presse Basilica est de représenter les activités et les attitudes de l’Église orthodoxe roumaine dans ses différents problèmes actuels.

## Logo

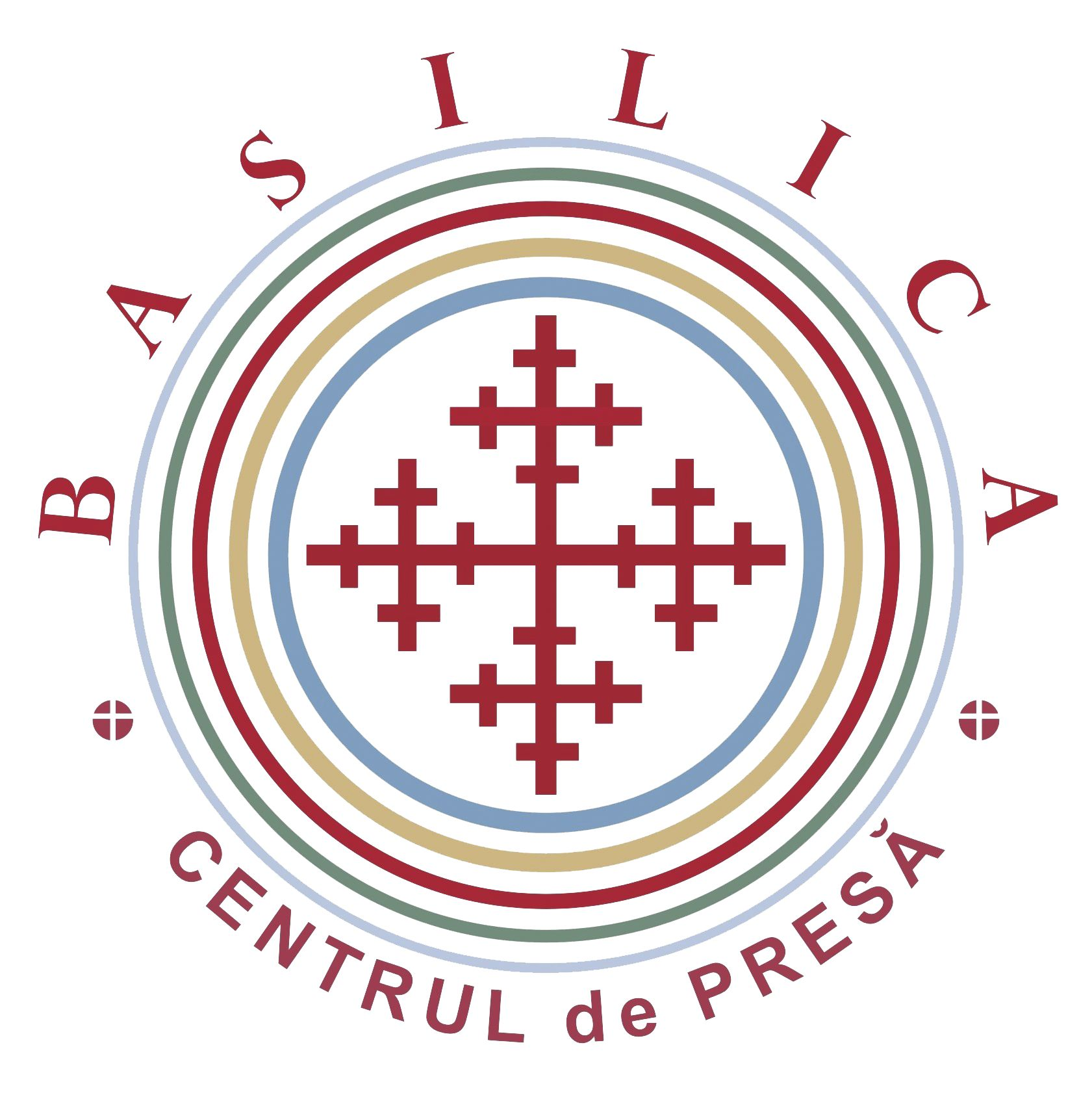
Ancien logo de l'agence.

De sa création jusqu’en 2016, le logo de l’Agence de presse a coïncidé avec le logo du centre de presse Basilica. Le logo représente la croix patriarcale entourée de cinq centres concentriques de couleurs différentes (bleu, jaune, rouge-rubis, émeraude, bleu-celadon) représentant symboliquement les cinq éléments. La couleur de l’agence est l’émeraude.
En 2016, avec la modification du site, un logo spécial a été créé pour l’agence de presse. Ce nouveau logo contient la croix patriarcale encadrée par deux demi-cercles rouges. La croix patriarcale représente la dynamique de la vie ecclésiale dans le témoignage de l’amour infini de la Sainte Trinité et les deux demi-cercles sont signes de l’équilibre, tout en générant l’idée de mouvement, de dynamisme. La couleur rouge rappelle le sang versé par Jésus Christ et par ses saints pour la foi.

## Objectif
La présentation des informations et des événements religieux survenus dans le monde orthodoxe, et dans le Patriarcat roumain en particulier, représente l’objectif central de l’agence de presse Basilica.

## Slogan
Le premier slogan, « Vivre ensemble la bonne nouvelle », a été présenté au moment du lancement de l’agence en 2008. Ce syntagme faisait référence à la vocation d'origine de l’Église : transmettre au monde la bonne nouvelle du salut du Christ.
Le nouveau slogan, « Le bon à savoir », a été présenté en 2016 lors du lancement du nouveau site internet de l’agence. Il se veut synthèse du rôle et de l’objectif de l’agence de presse du Patriarcat roumain, c’est-à-dire la promotion des informations religieuses significatives pour la société.